# César Elías Santís Santander
César Elías Santís Santander (Santiago de Xile, 5 de febrer de 1979) és un futbolista xilè, que ocupa la posició de migcampista.

## Carrera esportiva
Va començar a destacar a la Unión Española de Xile. El 1998 marxa a la lliga espanyola, però no té massa fortuna ni al RCD Espanyol ni al Real Murcia. Retorna al seu país, on hi juga de nou amb Unión Española. Posteriorment milita a Everton de Viña del Mar, Antofagasta i Audax Italiano, tots tres xilens.